# Mordellochroa abdominalis
| |
| Abb. 1: Geschlechtsdimorphismus, links Weibchen, rechts Männchen |
| |
| Abb. 2: Endglied des Kiefertasters, links Weibchen, rechts Männchen |
| |
| Abb. 3: rechter Fühler |
| |
| Abb. 4: VS Schiene des 1. Beinpaars, blaue Pfeilspitzen auf Enddorne MS Schiene des 2. Beinpaars HS Schiene der Hinterbeine, grüne Pfeilspitzen auf Querkerben |
| |
| Abb. 5: V Tarsenende der Vordertarsus von unten, M Ende des mittleren Tarsus seitlich, ganz Rechts Kralle seitlich grüne Pfeilspitze auf Ende des 4. Tarsengliedes |
| |
| Abb. 6: links Abbildung 1776 bei Sulzer, rechts Ausschnitt Seitenansicht: 1 (rot getönt) Halsschild; 2 Flügeldecke; leicht angehoben; 3 (gelb getönt) Epipleuren der Flügeldecke; 4 (blau getönt) Mesosternum; 5 (grün getönt) Epimetepisternum; 6 (braun getönt) Metasternum |

Mordellochroa abdominalis ist ein Käfer aus der Familie der Stachelkäfer (Mordellidae). Ein deutschsprachiger Name ist Rotbauchiger Stachelkäfer. Die Gattung Mordellochroa wurde bei der mehrfachen Aufspaltung der Gattung Mordella aufgestellt und wird in Europa mit fünf Arten vertreten. Bei der 4,5 bis 6 Millimeter großen Art Mordellochroa abdominalis ist das etwas größere Weibchen bunt gefärbt, das Männchen bis auf den orangefarbenen Hinterleib einfarbig schwarz. Der Käfer ist in fast ganz Europa verbreitet.

## Bemerkungen zum Namen
Das Weibchen des Käfers wurde erstmals 1775 von Fabricius unter dem Namen Mordella abdominalis beschrieben. Als Merkmal des Käfers wurde von Fabricius 'thorax et abdomen fulva' (Brust und Hinterleib (Abdomen) gelb) angegeben. Dies erklärt den Namensteil abdominalis. Das Männchen wurde von Fabricius 1792 unter dem Namen Mordella ventralis beschrieben. Der Namensteil ventralis spielt auf den gelben Hinterleib an ('abdomine fulvo). Der Gattungsname Mordella ist von lat. „mordeo“ für „ich beiße“ abgeleitet und spielt auf den Bau der Mundwerkzeuge der Gattung an. Bei der Aufspaltung von Mordella wurde die Mordellochroa erstmals als Untergattung der Gattung Mordellistena von Emery 1876 aufgestellt und von Ermisch 1950 zur Gattung aufgewertet. Die Erweiterung ‘-chroa’ ist von altgriechisch γονία χρόα, deutsch ‚Leib‘ abgeleitet und sagt aus, dass die Untergattung den gleichen Bau wie Mordella hat.
Unabhängig von Fabricius wurde der Käfer 1776 von Sulzer ein Weibchen unter dem Namen Mordella bicolor, 'der zweyfärbige Erdflohkäfer' beschrieben und abgebildet (Abb. 6 links).

## Merkmale des Käfers
Der Käfer wird 4,5 bis sechs Millimeter lang und ist über viermal so lang wie breit. Der Körper endet in einer stachelartigen Spitze (Pygidium), der die Familie ihren Namen verdankt. Das Männchen (Abb. 1 rechts) ist oberseits schwarz, beim Weibchen (Abb. 1 links) ist der Kopf und die Flügeldecken schwarz, der Halsschild und das Schildchen rot, der Halsschild trägt gelegentlich einen dunklen Fleck in der Mitte. Das Pygidium ist bei beiden Geschlechtern schwarz mit teilweise gelbroter Basis.
Der Kopf erinnert an eine der Dicke nach halbierte Linse, Er ist unterseits stark abgeflacht und leicht nach innen gewölbt. Oberseits ist er wenig gewölbt, aber stärker als in der Gattung Mordellistenula. Im Leben wird der Kopf nach vorn gehalten, er kann aber auch auf die Brust untergeschlagen werden. Die großen Augen stehen seitlich. Die Fühler (Abb. 3) sind elfgliedrig, schnurförmig und vom 5. Glied an gesägt. Sie sind vor den Augen eingefügt: Die Mundwerkzeuge zeigen nach vorn. Die Kiefertaster sind viergliedrig. Das letzte Kiefertasterglied ist beim Männchen hammer- bis nussförmig und trägt auf der Außenseite ein umrandetes, äußert fein behaartes Polster (Abb. 2 rechts), beim Weibchen ist das letzte Kiefertasterglied spindelförmig (Abb. 2 links). Die Lippentaster sind dreigliedrig.
Der Halsschild ist größer als der Kopf, seitlich bis zu den Vorderwinkeln gekantet.
Das Episternum des hinteren Brustabschnittes (Metepisternum, in Abb. 6 grün getönt, mit Nr. 5) verschmälert sich nach hinten nur wenig, sein Rand nach unten ist nur schwach gebogen.
Die beiden vorderen Beinpaare sind lang und dünn, ihre Tarsen fünfgliedrig. Das hintere Beinpaar ist viel kräftiger mit viergliedrigen Tarsen. Das vordere Beinpaar hat Schienen mit je zwei kleinen Enddornen (blaue Pfeilspitzen in Abb. 4 VS), am mittleren Beinpaar sind die Enddorne der Schienen höchstens ansatzweise ausgebildet (Abb. 4 MS), die Schienen der Hinterbeine sind mit je zwei langen Enddornen ausgestattet (Abb. 4 HS). Die Hinterschienen besitzen mehrere Lateralkerbe (grüne Pfeilspitzen in Abb. 4 HS). Auch an den Tarsen der Hinterbeine sind solche Kerben zu finden.
Der vorletzte Tarsenglied der beiden vorderen Beinpaare sind vorn gerade abgeschnitten, nicht ausgeschnitten oder zweilappig (Abb. 5, grüne Pfeilspitzen bei V und M).
Die Klauen (Abb. 5 ganz rechts) sind kaum merklich gezähnt, nicht kammartig gezähnt.

## Biologie
Man findet die wärmeliebenden Käfer ab Ende April in waldigen Gegenden auf den Blüten von Gebüsch und Kräutern (auf Doldenblütlern, Knoblauchrauke, Weißdorn, Hartriegel, Schneeball, Gewöhnliche Traubenkirsche...), wo sie sich von Pollen ernähren. Laut iNaturalist sind die Weibchen Mitte Mai am häufigsten, die Männchen erst Ende Mai, Anfang Juni. Die Larven leben in verpilztem Holz, das Weibchen legt die Eier in Rissen von geeignetem Holz ab (Video Abb. 5).

## Verbreitung
Die Art findet man in Europa und auf dem Kaukasus. Eine Verbreitungskarte findet sich im Internet.